# Netretić
Netretić és un municipi al comtat de Karlovac (Croàcia).
El municipi està format per les següents localitats:
- Baići - 0
- Bogovci - 3
- Brajakovo Brdo - 116
- Bukovje Netretićko - 49
- Culibrki - 2
- Donje Prilišće - 80
- Donje Stative - 197
- Dubravci - 161
- Dubravčani - 121
- Frketić Selo - 74
- Goli Vrh Netretićki - 7
- Gornje Prilišće - 48
- Jakovci Netretićki - 21
- Jarče Polje - 127
- Kolenovac - 12
- Kučevice - 119
- Kunići Ribnički - 22
- Ladešići - 28
- Lončar Brdo - 5
- Lonjgari - 2
- Maletići - 144
- Mali Modruš Potok - 41
- Mračin - 263
- Mrzljaki - 17
- Netretić - 58
- Novigrad na Dobri - 85
- Pavičići - 2
- Piščetke - 15
- Planina Kunićka - 3
- Račak - 0
- Rešetarevo - 42
- Rosopajnik - 11
- Skupica - 144
- Srednje Prilišće - 24
- Straža - 79
- Tončići - 65
- Veliki Modruš Potok - 21
- Vinski Vrh - 111
- Vukova Gorica - 52
- Zaborsko Selo - 16
- Zagradci - 265
- Završje Netretićko - 77